# Хорњи Хабартице
Хорњи Хабартице (чеш. Horní Habartice) је насељено мјесто са административним статусом сеоске општине (чеш. obec) у округу Дјечин, у Устечком крају, Чешка Република.

## Становништво
Према подацима о броју становника из 2014. године насеље је имало 403 становника.